# Feroelektricitet
Feroelektricitet je pojava snažne, spontane i stalne električne polarizacije u nekim materijalima koji se nazivaju feroelektricima. Feroelektricitet pokazuju samo neki kristalizirani kemijski spojevi. Pojava je otkrivena na rochelleskoj soli (natrij kalij tartarat), pa se često naziva rochelleski elektricitet (prema mjestu La Rochelle). U jednoj vrsti feroelektrika (na primjer rochelleska sol, KH2PO4, (NH4)2SO4) moguća je spontana polarizacija samo u smjeru jedne kristalne osi, a u drugoj vrsti feroelektrika (na primjer BaTiO3, Cd2Nb2O7, PbNb2O6) u smjerovima više kristalnih osi. Spontana polarizacija feroelektrika posljedica je malog pomaka u dijelu kristalne rešetke (to jest jedne vrste atoma u spoju) prema njezinu drugom dijelu. Pojavljuje se u potpuno polariziranim feroelektričnim domenama, koje se u vanjskom električnom polju mijenjaju jedna na račun druge, proizvodeći velike polarizacije.

## Antiferoelektrici
Antiferoelektrici (na primjer PbZrO3, NaNbO3, WO3) pokazuju svojstvo protivne orijentacije električnih dipola u kristalnoj rešetki. Njihova je električna polarizacija malena, ali ipak veća nego za paraelektrične tvari. Feroelektrici i antiferoelektrici gube svoja svojstva iznad određene temperature, takozvane Curiejeve temperature. Zbog velike relativne dielektrične permitivnosti, feroelektrici nalaze mnoge primjene, posebno u industriji elektroničkih uređaja, na primjer za izradbu malih keramičkih električnih kondenzatora velikih električnih kapaciteta. Svi feroelektrici imaju također svojstvo piezoelektriciteta, pa i zbog toga imaju znatnu primjenu u tehnici, na primjer kao elektromehanički pretvarači.